# آرن- فارس المعبد (فلم)
آرن- فارس المعبد  (بالإنجليزية: Arn – The Knight Templar) هو فيلم ملحمي مبني على ثلاثية الكاتب يان غيو حول قصة آرن ماغنوسون من فرسان الهيكل الخيالية السويدية. صدر الفيلم في ديسمبر 2007 وتكملته بعنوان، آرن-المملكة في نهاية الطريق، أطلق في 22 أغسطس 2008، ولكن تم الجمع بين كلا الفيلمين في مقطع واحد وأُصدر بالإنجليزية على أقراص دي في دي عام 2010. رغم أن الفيلم هو في الغالب بالسويدية ومعظم الإنتاج تم في السويد، فإن الفيلم يعتبر إنتاج مشترك بين السويد والدنمارك والنرويج وفنلندا وألمانيا. بلغت الميزانية الإجمالية نحو 210 ملايين كرونة سويدية (حوالي 30 مليون دولار أمريكي) لكلا الفيلمين، فهو يعتبر الإنتاج الأكثر تكلفة في السينما السويدية.

## القصة
قصة الفيلم الأصلي الأول تتبع جزئين من ثلاثية الحروب الصليبية وهي عبارة عن سلسلة من الكتب حول شخصية وهمية تدعى آرن ماغنوسون. والمسلسل من تأليف الكاتب والصحافي السويدي يان غيو.
وقائع الفيلم تدور في منتصف القرن الثاني عشر، حيث يرسل شاب يدعى آرن إلى دير ليتعلم الرماية، والمبارزة والفروسية، من قبل فارس معبد سابق، غيلبير، الذي يقيم في الدير. وفي أحد الأيام في حين كان يتجول في الغابة واجه ثلاثة رجال يحاولون إجبار فتاة صغيرة على الزواج. عندما كانت فتاة تتوسل آرن لمساعدها يقوم اثنين من الرجال بمهاجمة آرن، ويقتلهم دفاعا عن النفس. على الرغم من أن الرهبان قال: آرن انه لم يرتكب أي خطأ، جاءت الأوامر لـ(غيلبير) بتدريب آرن كمحارب. لكن غيلبير قال أن آرن ليس مقدراً أن يكون راهباً ولكن مقدر ليكون جنديا من جنود الله.
عندما ترك آرن الدير وعاد إلى عائلته، سرعان ماتم سحبه في صراع بين العائلات القوية، جميعها تقاتل من أجل عرش فاسترا جوتالاند. ساعد آرن صديقه (كنوت اريكسون) لقتل الملك السابق (كارل سفركرسون).
ويقع في حب فتاة تدعى (سيسيليا)، لكن العادات والقوانين السائدة آنذاك تفرق بين الحبيبين، ويجبرون على التكفير عن الذنب لعشرين عاما، أرسلت سيسيليا إلى دير، وآرن كفارس معبد في الأراضي المقدسة للقتال ضد المسلمين.

## طاقم الممثلين
- جواكم نترفيست بدور - آرن ماغنوسون
- صوفيا هيلين بدور - سيسيليا
- ستيلان سكارسجارد بدور - بيرغر بروسا، عم آرن
- سيمون كالو بدور - الأب هنري
- فنسنت بيريز بدور - غيلبير
- بيبي أندرسون بدور - الراهبة ريكيسا
- ميلند سومان بدور - صلاح الدين الأيوبي
- ستيفن ادينغتون بدور - تورجا
- غوستاف سكارسجارد بدور- ملك السويد كانوت الأول (كنوت اريكسون)

## الميزانية والإيرادات
بلغت تكلفة إنتاج الفيلم حوالي 210,000,000 كرونة سويدية أي مايعادل حوالي 30 مليون دولار أمريكي.

## وصلات خارجية
- الموقع الرسمي
- مقالات تستعمل روابط فنية بلا صلة مع ويكي بيانات
- Arn – The Knight Templar at SF International
- Arn – The Knight Templar preview on european-films.net